# Тургхаттен
Тургхаттен или Торгхаттен (норв. Torghatten) — гора, расположенная на острове Тургет (Torget) в коммуне Брённёй, фюльке Нурланн в Норвегии. Она знаменита своим характерным отверстием: природным туннелем, находящимся в её центре.
Согласно легенде, гора с отверстием образовалась, когда тролль Хестманнен (норв. Hestmannen) преследовал прекрасную девушку Лекамёю (норв. Lekamøya). Как только тролль понял, что не сможет достать девушку, он выпустил стрелу, чтобы убить её, но король троллей Сёмны бросил свою шляпу на пути движения стрелы, чтобы спасти девушку. Шляпа превратилась в гору с отверстием в середине.
Туннель образовался во время Ледникового периода, его длина 160 м, ширина — 35 м, высота — 20 м. В результате водной и ледовой эрозии мягкая порода скалы разрушилась, в то время как более твёрдая порода вершины не подверглась эрозии. По туннелю можно пройти по хорошо подготовленному пути.
6 мая 1988 года рейс 710 компании Widerøe, следовавший из Намсуса в Брённёйсунн, рухнул на склон горы, все 36 пассажиров рейса погибли.

## Галерея

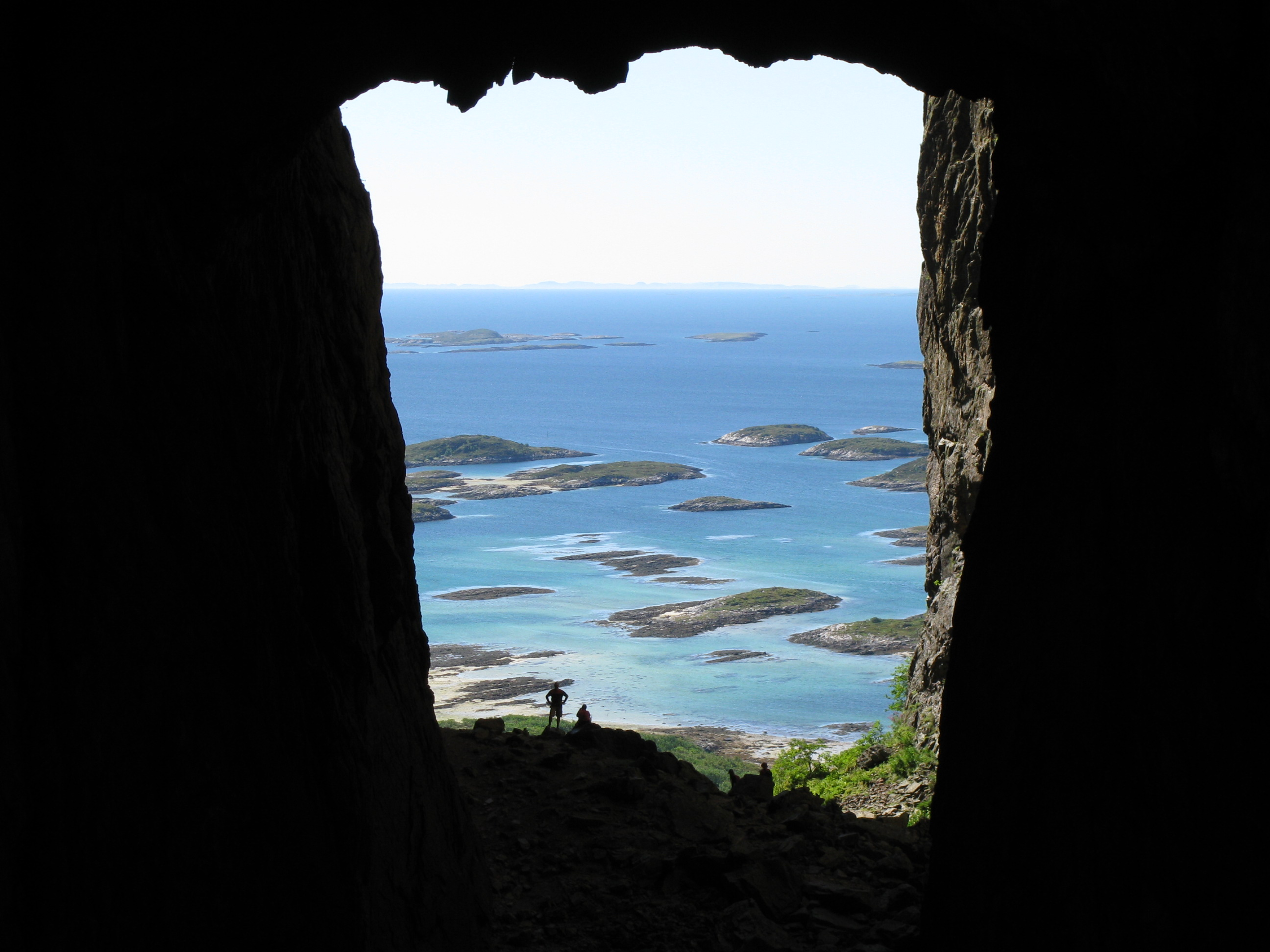
Большое отверстие в горе Тургхаттен.
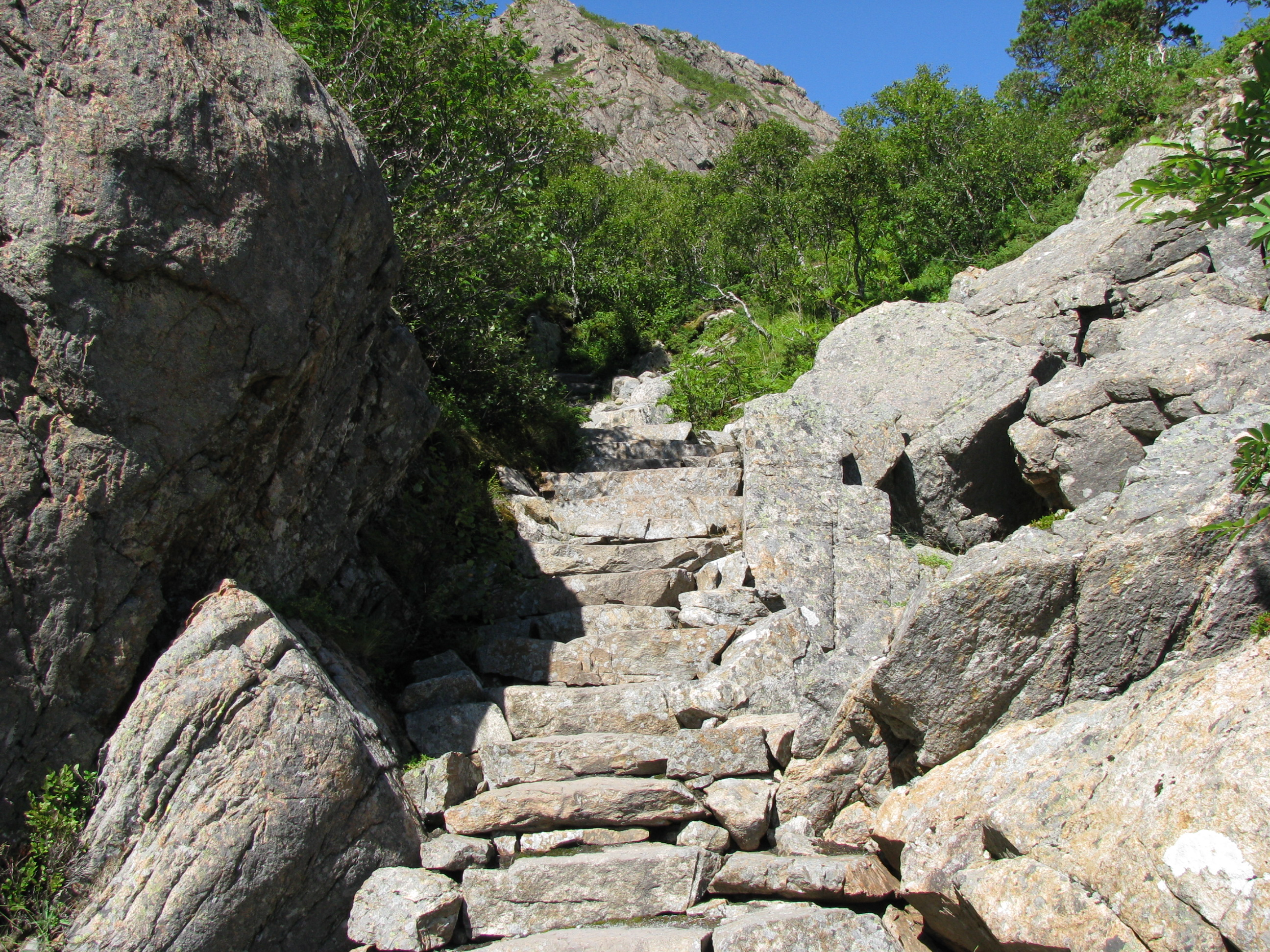
Путь к туннелю.